# Wasserkraftwerk Messaure
Das Kraftwerk Messaure ist ein Wasserkraftwerk in der Gemeinde Jokkmokk, Provinz Norrbottens län, Schweden, das am Stora Luleälven, dem nördlichen Quellfluss des Lule älv liegt. Es wurde von 1957 bis 1963 errichtet. Das Kraftwerk ist im Besitz von Vattenfall und wird auch von Vattenfall betrieben.

## Kraftwerk
Mit dem Bau des Kraftwerks wurde 1957 begonnen; es ging 1963 in Betrieb. Das Kraftwerk verfügt mit drei Francis-Turbinen über eine installierte Leistung von 410 (bzw. 442 460 oder 463) MW. Die durchschnittliche Jahreserzeugung liegt bei 1820 (bzw. 1827 1830 oder 1900) Mio. kWh. Die Fallhöhe beträgt 87 m. Der maximale Durchfluss liegt bei 385 (bzw. 480) m³/s.